# Foster Wheeler
Foster Wheeler AG (dawniej Foster Wheeler Ltd.) – międzynarodowe przedsiębiorstwo z siedzibą w Szwajcarii działające w latach 1927–2014. Spółka notowana była na amerykańskiej giełdzie papierów wartościowych NASDAQ. Działalność przedsiębiorstwa skupiona była między innymi w zakresie inżynierii, konstrukcji i zarządzania projektami, jak również na dostawie usług inżynieryjnych oraz wyposażenia dla przemysłu energetycznego. 

## Historia
Firma Foster Wheeler Corporation, założona została w 1927 r., w wyniku połączenia Power Speciality Company, która zastąpiła Water Works Supply Company, utworzonej przez Pella i Ernesta Fosterów w 1884 r.) i Wheeler Condenser & Engineering Company, której korzenie sięgają 1891 r.. Zarząd korporacji pierwotnie znajdował się w Nowym Jorku, później przeniesiony został do Clinton w stanie New Jersey i na Bermudy. Od 2008 r. przedsiębiorstwo miało siedzibę w Baar w kantonie Zug w Szwajcarii.

## Struktura
Firma składa się z dwóch podstawowych grup biznesowych:
- Global Power Group
- Global Engineering and Construction (E&C) Group

## Działalność w Polsce
W 1995 r. koncern Foster Wheeler Ltd. przejął należącą do Ahlstrom Corporation firmę energetyczną Pyropower, przenosząc działalność do Finlandii, Polski i Japonii, dzięki czemu wszedł w posiadanie Fabryki Kotłów Przemysłowych („FAKOP”) w Sosnowcu i stworzył tu swoją polską siedzibę. Do 2014 r. przedsiębiorstwo posiadało w kraju dwie zarejestrowane spółki:
- Foster Wheeler Energia Polska Spółka z o.o. – spółka skupiająca kadrę inżynieryjno-techniczną zarejestrowana w Warszawie z siedzibą w Sosnowcu.
- Foster Wheeler Energy Fakop Spółka z o.o. – spółka będąca warsztatem produkującym części ciśnieniowe do parowych kotłów fluidalnych z siedzibą w Sosnowcu.

Firma działała na polskim rynku od początku lat dziewięćdziesiątych jako część międzynarodowego koncernu Foster Wheeler Ltd. w grupie Global Power Group. Biznesowo była związana z grupą Foster Wheeler Energia Oy Group, której siedzibą była Finlandia. Foster Wheeler zajmował się konstrukcją kotłów ze złożem fluidalnym, technologii, którą firma rozwijała dla energetyki jako pionier. Pierwsze kotły z pęcherzykowym złożem fluidalnym (BFB) Foster Wheeler dostarczał w latach 70., a pierwszy na świecie kocioł z cyrkulacyjnym złożem fluidalnym (CFB) dla energetyki w 1979 r..
Foster Wheeler oferował projektowanie, dostawę i budowę „pod klucz” takich obiektów energetycznych jak:
- kotły z cyrkulacyjnym złożem fluidalnym (CFB) na parametry podkrytyczne i nadkrytyczne
- kotły pyłowe na parametry podkrytyczne i nadkrytyczne
- kotły i zgazowywacze na biomasę i paliwa odpadowe
- kotły rusztowe
- kompletne bloki energetyczne
- kotły odzysknicowe HRSG i WHB
- modernizacje kotłów fluidalnych oraz wymienników ciepła
- kondensatory w obiegach parowo-wodnych
- podgrzewacze regeneracyjne, skraplacze, wymienniki ciepła
- układy paleniskowe, młyny węglowe
- systemy spalania niskoemisyjnego
- serwis gwarancyjny i pogwarancyjny, części zamienne
- doradztwo techniczne, diagnostyka urządzeń kotłowych

## Technologia fluidalna
Foster Wheeler rozwijał technologię fluidalną CFB od ponad 20 lat, skupiając się przede wszystkim na:
- zwiększaniu wielkości kotłów,
- stopniowym wprowadzaniu bardziej zaawansowanych rozwiązań technicznych.

W 1990 r. kotły Foster Wheeler z cyrkulacyjnym złożem fluidalnym pierwszej generacji osiągnęły wielkość 125 MWe, a w 2001 roku 300 MWe. W 1993 r. opracowano pierwsze kotły drugiej generacji typu Compact (zastępując cyklony separatorem kompaktowym). Rozwiązanie to umożliwia osiągnięcie lepszych wyników eksploatacyjnych przez mniejszą gabarytowo jednostkę, dzięki zastosowaniu innowacji, takich jak zintegrowane separatory części stałych oraz wymienniki ciepła INTREXTM.
Udział zainstalowanych przez Foster Wheeler kotłów w światowym rynku technologii kotłów z cyrkulacyjnym złożem fluidalnym sięga niemal 50%. Foster Wheeler dostarcza zarówno same kotły, kotłownie, czy jak to ma coraz częściej miejsce obecnie, elektrownie „pod klucz” – zapewniając wysokie poziomy sprawności i dyspozycyjności.
Kotły Foster Wheeler umożliwiają spalanie różnorodnych paliw stałych – w tym biomasy i paliw odpadowych – zachowując wymagane obecnie poziomy emisji. Firma pozyskała kontrakt na największy do tej pory kocioł przepływowy na parametry nadkrytyczne z cyrkulacyjnym złożem fluidalnym o mocy 460 MWe. Kocioł został zainstalowany i oddany do eksploatacji w 2009 r. jako część bloku energetycznego 460 MW w elektrowni Łagisza należącej do Południowego Koncernu Energetycznego S.A, którego z kolei właścicielem jest Tauron Polska Energia S.A. W 2010 r. Foster Wheeler podpisał umowę z ZE PAK S.A. na budowę kotła z cyrkulacyjnym złożem fluidalnym zasilanego wyłącznie biomasą. Inwestycja została oddana do użytku w 2012 roku. W styczniu 2013 r. w elektrowni Połaniec rozpoczęto produkcję energii elektrycznej do krajowej sieci elektroenergetycznej w oparciu o dostarczony przez firmę Foster Wheeler kocioł opalany biomasą. Konstrukcja pozwalająca wygenerować moc ponad 200 MWe była największym kotłem CFB na świecie.

## Przejęcie firmy
W 2014 r. firma Foster Wheeler AG została kupiona przez Amec plc, tworząc Amec Foster Wheeler plc. W październiku 2017 r. powstała w ten sposób firma została przejęta przez John Wood Group plc i połączona z nią. W czerwcu 2017 r. Japoński koncern Sumitomo Heavy Industries Ltd. nabył od firmy Amec Foster Wheeler plc jej dział produkcji kotłów fluidalnych, w skład którego wchodziły firmy z Finlandii, Chin, Stanów Zjednoczonych oraz polska spółka Amec Foster Wheeler Energia Polska Sp. z o.o. i fabryka kotłów w Sosnowcu – obecnie SHI FW Energia Fakop Sp. z.o.o.. Wartość transakcji wyniosła 137 mln funtów brytyjskich.